# Eudonia aphrodes
Eudonia aphrodes là một loài bướm đêm trong họ Crambidae.